# Stara Zagora
Stara Zagora (bulharsky Стара Загора) je město v Bulharsku, důležité ekonomické centrum Starozagorské oblasti. Nachází se ve středu země, žije zde 154 tisíc obyvatel.

## Jméno obce
Stara Zagora patří mezi nejstarší města na světě. Během své historie mělo mnoho jmen. Nejčastěji se uvádějí (v chronologickém pořadí užívání): Beroe, Augusta Traiana, Irenepolis, Boruy, Vereya, Eski Zagra, Železnik a Stara Zagora.

## Historie

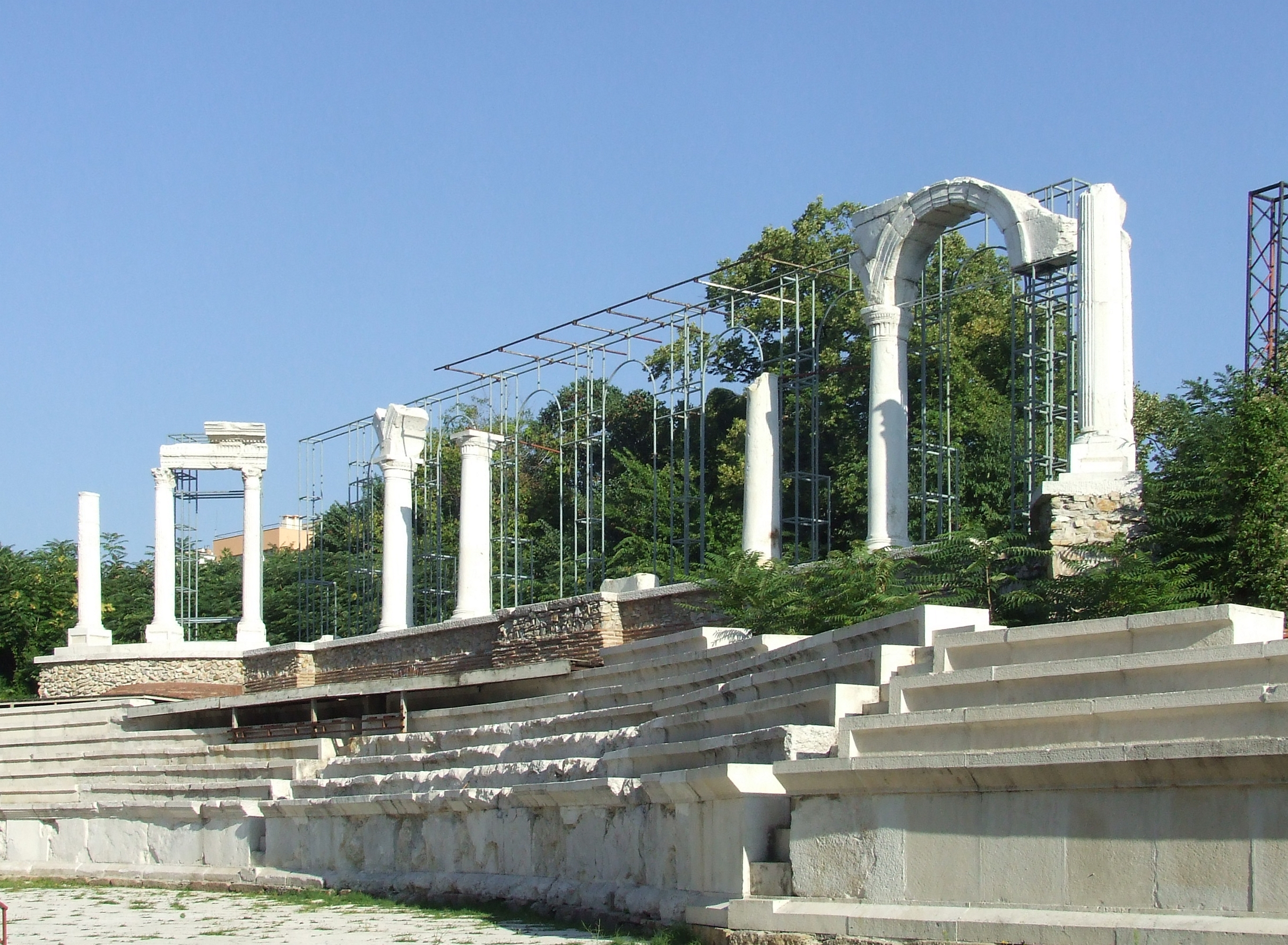
Římské fórum s auditoriem amfiteátru

Stara Zagora je považována za jednu z nejstarších osad v Bulharsku a Jihovýchodní Evropě. Založili ji Thrákové pod jménem Beroe (znamenající železo) někdy v 6. až 5. tisíciletí př. n. l. Okolo města se nacházely doly na měď a zinek, z nichž se určitá část dochovala dodnes. Celá oblast byla již od pravěku těžebně využívaná. Ve druhém století našeho letopočtu, během nadvlády Římské říše bylo město přejmenováno na počest císaře Trajána na Augusta Traiana. Během gótské války roku 267 ovládli město barbaři. K další změně názvu na Irenepolis došlo po nástupu vlády říše Byzantské, podle byzantské císařovny Ireny. Postavilo se opevnění proti četným útokům  barbarských Bulharů, kteří město dobyli roku 717. Připojení k Bulharsku se nestalo - jak bylo dlouho očekáváno - v boji: císař je daroval Bulharům za pomoc Byzanticům v boji proti Arabům při obléhání Konstantionopole. Bylo to první místo v oblasti Stara Planina, kde získali Bulhaři vliv. Po ustanovení svojí vlády mu název změnili na Boruy.
Roku 1122 se stala Stara Zagora svědkem bitvy mezi byzantským císařem Janem II. Komnenosem a vojskem Pečeněhů. Pečeněhové utrpěli krutou porážku, mnozí vojáci poražené strany se zde však usídlili. Roku 1371 skončilo období vlády Bulharů a města se zmocnili Osmané. To už město mělo i neoficiální slovanské jméno Zagora (tj. město "za horou", "Záhoří"). Osmané nazývali město buď obecně "Stará Pevnost" ("Eski Hisar"), nebo konkrétně "Eskizağra", tedy "Stará Zagora". Za bulharského obrození se název města se změnil na Železnik (překlad názvu Beroe do bulharštiny). Současný název "Stara Zagora" se pak používá od roku 1870. Po osvobození Bulharska od Osmanů se stalo město součástí Východní Rumélie, od roku 1886 je součástí Bulharska již definitivně.

## Památky

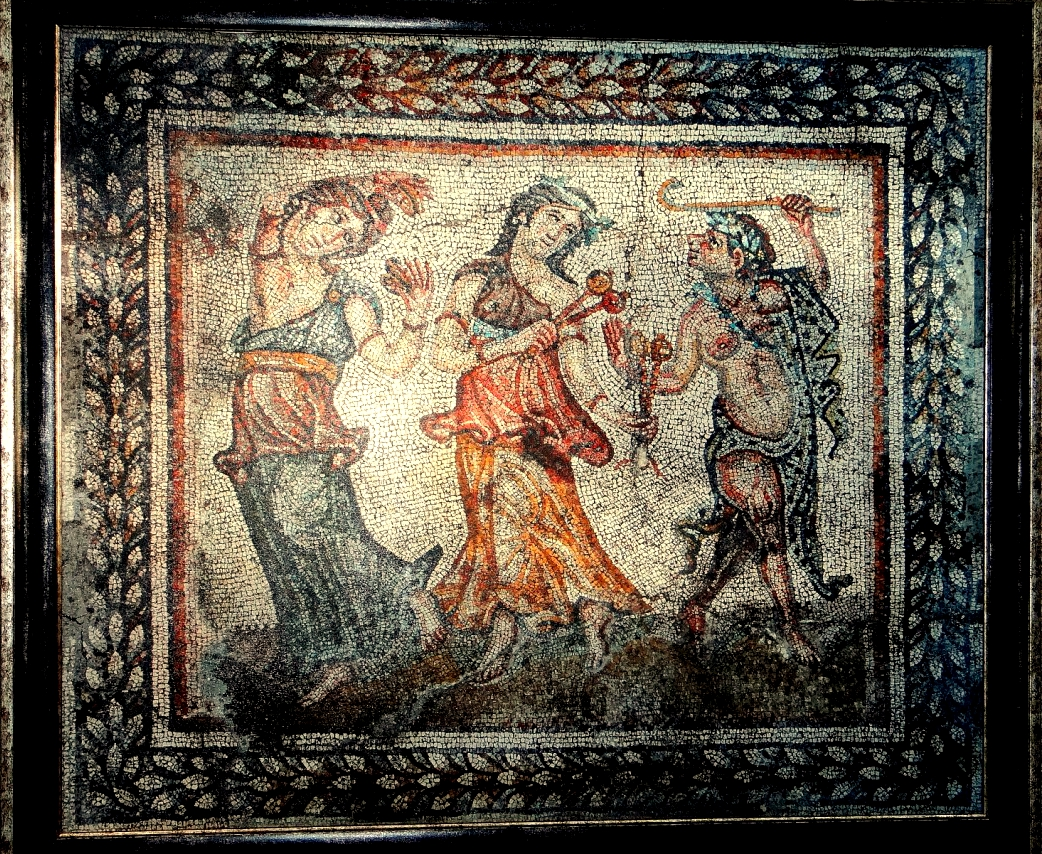
Mozaika z římské vily, Dionýsovský průvod se silénem, 4. století

- Ruiny římského fóra se sloupovím a auditoriem amfiteátru
- Trajánova jižní brána
- Římská vila s mozaikou ze 4. stol
- Thrácký hrob
- Budova středověké mešity, přestavěná na kostel, nyní sídlo Muzea náboženství
- Dům s ateliérem malíře Gea Mileva
- Budova státní opery (1925, přestavba po roce 2000) - ve dvoře archeologické naleziště se základy antických staveb

## Muzea
- Muzeum náboženství - sídlí v budově středověké mešity,
- Regionální muzeum historie
- Muzeum neolitu

## Školství

### První bulharská škola
V roce 1841 tu vznikla první bulharská obecná smíšená škola v kraji. Zakladatelem a prvním učitelem této Školy sv. Mikuláše byl Atanas Ivanov (1810–1897), bulharský národní buditel a mecenáš. Jeho syn Vasil Atanasov (1857-1942) měl silný vztah k Čechám: maturoval v Pardubicích a následně vystudoval chemii na České polytechnice v Praze.

### Univerzita
Trácká univerzita byla založena roku 1995, v současnosti má kolem 9000 studentů na osmi fakultách, univerzitní nemocnici a externí institut v Chaskově. 

## Osobnosti spjaté s městem
- Geo Milev - bulharský malíř expresionista